# UFC on ESPN: Blanchfield vs. Barber
UFC on ESPN: Blanchfield vs. Barber (también conocido como UFC on ESPN 68, UFC Vegas 107 y UFC en ESPN+ 115) fue un  evento de artes marciales mixtas producido por Ultimate Fighting Championship que se llevó a cabo el 31 de mayo de 2025 en el UFC Apex en Enterprise, Nevada, parte del Valle de Las Vegas, Estados Unidos.

## Antecedentes
Originalmente, se había programado un combate de peso mosca femenino entre Erin Blanchfield y Maycee Barber para encabezar el evento. Se esperaba que se enfrentaran en UFC 269 en diciembre de 2021, pero Barber se retiró por razones no reveladas. En el pesaje, Barber pesó 126.5 libras, media libra por encima del límite de peso mosca femenino para peleas sin título. Se esperaba que el combate se llevara a cabo en peso pactado, y Barber recibió una multa del 20% de su bolsa, que debía ir a Blanchfield. A su vez, minutos antes de que se llevaran a cabo sus salidas, Barber tuvo que retirarse debido a un problema médico relacionado con una convulsión. Por lo tanto, un combate de peso ligero entre el excampeón de peso pluma y peso ligero de KSW, Mateusz Gamrot, y Ľudovít Klein, pasó a encabezar de forma inesperada el evento.
En este evento se llevó a cabo un combate de peso mosca entre Allan Nascimento y Jafel Filho. El combate estaba programado originalmente para UFC on ESPN: Tybura vs. Spivac 2 en agosto de 2024, pero se canceló debido a la enfermedad de Nascimento. En el pesaje, Nascimento pesó 127.5 libras, una libra y media por encima del límite de peso mosca para peleas sin título. El combate se llevó a cabo en peso pactado y Nascimento recibió una multa del 20% de su bolsa, que fue para Filho.
Para este evento se llevó a cabo un combate de peso paja femenino entre la excampeona de peso átomo de Invicta FC, Rayanne dos Santos, y Alice Ardelean.Originalmente, estaban programadas para competir en UFC Fight Night: Hernandez vs. Pereira en octubre de 2024, pero dos Santos se retiró debido a una fractura en el brazo.
También se llevó a cabo un combate de peso pluma femenino entre Ketlen Vieira y Macy Chiasson, ganadora de peso pluma de The Ultimate Fighter: Heavy Hitters. El combate estaba programado originalmente para ser de peso gallo, pero el día del pesaje se anunció que se cambiaría a peso pluma debido a problemas de control de peso de Vieira, quien a su vez perdió el 25% de su bolsa. La pareja estaba programada originalmente para UFC Fight Night: Ankalaev vs. Walker 2 en enero de 2024, pero Vieira fue retirada debido a una lesión y el combate fue cancelado. Más tarde se esperaba que se enfrentaran en UFC Fight Night: Cejudo vs. Song en febrero, pero debido a una lesión sufrida por Chiasson, la pelea fue eliminada de la cartelera.
Se programó un combate de peso wélter entre Jeremiah Wells y el recién llegado a la promoción, Andreas Gustafsson. Sin embargo, el 20 de mayo, Wells se retiró debido a una lesión y fue reemplazado por Trevin Giles en un combate de peso pactado de 82 kg. Durante el pesaje, la UFC anunció la cancelación del combate debido a que Giles sufrió una lesión en la cabeza tras caerse en el baño, por lo que Gustafsson fue programado para la semana siguiente en UFC 316 con un nuevo oponente.
Se programaron dos combates de peso wélter para este evento: Ramiz Brahimaj contra Oban Elliott y Billy Ray Goff contra el recién llegado a la promoción, Ko Seok-hyun. Sin embargo, Elliott y Ko se vieron obligados a retirarse por problemas de visa, por lo que Brahimaj se enfrentará a Goff. A su vez, Elliott y Ko estaban programados para enfrentarse tres semanas después en UFC on ABC: Hill vs. Rountree Jr.
Para este evento se programó un combate de peso ligero entre MarQuel Mederos y Bolaji Oki. Sin embargo, tres días antes del evento, Mederos se retiró del combate por enfermedad y fue reemplazado por el recién llegado a la promoción, Michael Aswell.

## Bonificaciones
Los siguientes peleadores recibieron bonificaciones de 50.000 dólares.
- Pelea de la Noche: Alice Ardelean vs. Rayanne dos Santos
- Actuación de la Noche: Ramiz Brahimaj y Jordan Leavitt